# كاثرين هولاند
كاثرين هولاند (بالإنجليزية: Dulcie Holland)‏ هي عازفة بيانو وملحنة أسترالية، ولدت في 5 يناير 1913 في سيدني في أستراليا، وتوفيت في 21 مايو 2000.

## وصلات خارجية
- كاثرين هولاند على موقع ميوزك برينز (الإنجليزية)